# ヤン・フェネホール・オフ・ヘッセリンク
ヨハネス・"ヤン"・フェネホール・オフ・ヘッセリンク（Johannes "Jan" Vennegoor of Hesselink, 1978年11月7日 - ）は、オランダ・オーファーアイセル州オルデンザール出身の元同国代表サッカー選手。現役時代のポジションはFW。
オランダサッカー界のみならず、欧州サッカーでも最も長い名字を持つオランダ代表ストライカー。

## 経歴
FCトゥウェンテで1996年にプロデビュー。2000年には代表デビューを果たす。2001年まで所属し142試合で59得点を記録し期待の若手として注目された彼を、ルート・ファン・ニステルローイの後釜を探していたPSVアイントホーフェンが獲得。その後ややスランプに陥るものの、2004-05シーズンに28試合で19得点をあげ、代表にも復帰した。2006 FIFAワールドカップのメンバーにも選出されている。
2006年8月、スコットランドの名門、セルティックFCへ加入。中村俊輔を含めたゴードン・ストラカン体制で集められた選手でもあり本人曰く「キャリアをセルティックで終えたい」との事でチームに対する献身度も高い。中村とは同い歳で連携度も高く、この2人のホットラインは幾度となくゴールを決めた。セルティックではスコット・マクドナルド、ゲオルギオス・サマラス等を纏めるFWのリーダー的存在だった。
2009年9月、プレミアリーグのハル・シティAFCと2年契約で移籍。ハルではシーズン通じて出場したが、チームをプレミアリーグ残留に導くことができず、契約を1年残して退団。2010年8月30日、オーストリア・ブンデスリーガのSKラピート・ヴィーンと2年契約で移籍するも、目立った活躍はなく、2011年6月に双方の合意の上で契約を解除した。
2011-12シーズンはしばらく無所属状態が続いていたが、若手育成の促進を目指していた古巣PSVに誘われ、シーズン終了までの契約を結んだ。
2012年5月15日、現役を引退することを発表した。

## エピソード

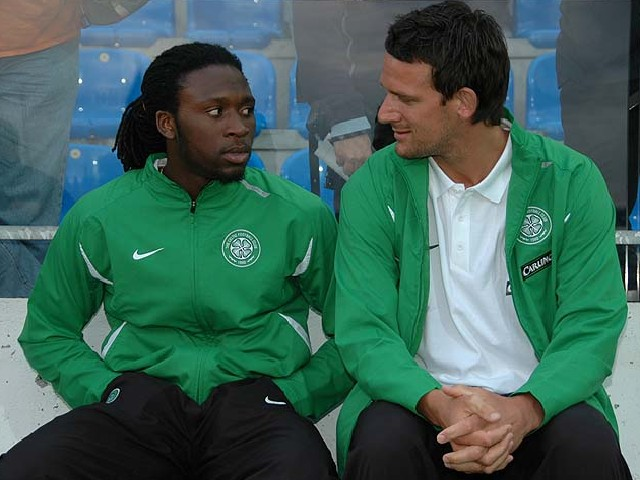
セルティック時代のヘッセリンクとエファンデル・スノ

- 幼い頃からマルコ・ファン・バステンの大ファンで、2005年に彼が率いる代表に招集されたときは感激したという。ファン・バステンがその思いを知っていたのか、PSVからセルティックに移籍してもファン・バステンは彼を招集し続けた。
- PSV時代はアーチー・トンプソンと親しかった。
- 彼の長い名字は、17世紀に、オーファーアイセル州エンスヘデ付近の農家であった彼の先祖「フェネホール家」と「ヘッセリンク家」が合流して一つの家を興した際、両家の家格が同格だったのでどちらかの家名に絞るわけにもいかず、両家の名前を併記して新しい家名としたことによる。「オフ」とはオランダ語で「または」という意味である。すなわち彼の名前は「フェネホールまたはヘッセリンク家のヤン」という意味である。しかしテレビ朝日系『やべっちFC』とぴあ『ワールドサッカーグラフィック』（現在は廃刊）では「フェネホール・オフ・ヘッセリンク」と表記せず、「ヘッセリンク」、日本スポーツ企画出版社『ワールドサッカーダイジェスト』では「フェネホール」と表記しているように、名字が16文字もあるため各番組・サッカー雑誌での表記方法はまちまちである。
- 同い歳の中村俊輔とは「ナカ、ヤン」と呼び合う程、仲が良かった。「ナカは今まで出会った中で最高のレフティ（左足のキッカー）だ」と高く評価していた。中村がセルティックから移籍する時も説得しようとしたが、ストラカン監督が去り、先に自分がセルティックから放出される事になった。

## 所属クラブ
- FCトゥウェンテ 1996-2001
- PSVアイントホーフェン 2001-2006
- セルティックFC 2006-2009
- ハル・シティAFC 2009-2010
- SKラピード・ウィーン 2010-2011
- PSVアイントホーフェン 2011-2012

## 個人成績
| クラブ                | シーズン | リーグ | リーグ | カップ | カップ | リーグカップ | リーグカップ | 国際大会 | 国際大会 | 合計 | 合計 |
| クラブ                | シーズン | 出場   | 得点   | 出場   | 得点   | 出場         | 得点         | 出場     | 得点     | 出場 | 得点 |
| --------------------- | -------- | ------ | ------ | ------ | ------ | ------------ | ------------ | -------- | -------- | ---- | ---- |
| FCトゥウェンテ        | 1996-97  | 12     | 0      | 1      | 0      | -            | -            | 0        | 0        | 13   | 0    |
| FCトゥウェンテ        | 1997-98  | 28     | 4      | 5      | 0      | -            | -            | 5        | 1        | 38   | 5    |
| FCトゥウェンテ        | 1998-99  | 34     | 21     | 5      | 3      | -            | -            | 0        | 0        | 39   | 24   |
| FCトゥウェンテ        | 1999-00  | 34     | 19     | 4      | 5      | -            | -            | 0        | 0        | 37   | 24   |
| FCトゥウェンテ        | 2000-01  | 34     | 15     | 8      | 8      | -            | -            | 0        | 0        | 42   | 23   |
| FCトゥウェンテ        | 通算     | 142    | 59     | 23     | 16     | -            | -            | 5        | 1        | 169  | 76   |
| PSVアイントホーフェン | 2001-02  | 34     | 22     | -      | -      | -            | -            | 8        | 1        | 42   | 23   |
| PSVアイントホーフェン | 2002-03  | 32     | 8      | -      | -      | -            | -            | 4        | 0        | 36   | 8    |
| PSVアイントホーフェン | 2003-04  | 30     | 12     | -      | -      | -            | -            | 9        | 1        | 39   | 13   |
| PSVアイントホーフェン | 2004-05  | 28     | 19     | -      | -      | -            | -            | 12       | 3        | 40   | 21   |
| PSVアイントホーフェン | 2005-06  | 32     | 11     | -      | -      | -            | -            | 7        | 1        | 39   | 12   |
| PSVアイントホーフェン | 2006-07  | 1      | 1      | -      | -      | -            | -            | -        | -        | 1    | 1    |
| PSVアイントホーフェン | 通算     | 157    | 73     | -      | -      | -            | -            | 40       | 6        | 237  | 85   |
| セルティックFC        | 2006-07  | 21     | 13     | 4      | 4      | 1            | 0            | 4        | 1        | 30   | 18   |
| セルティックFC        | 2007-08  | 31     | 15     | 4      | 3      | 2            | 1            | 8        | 1        | 46   | 20   |
| セルティックFC        | 2008-09  | 25     | 6      | 3      | 0      | 2            | 0            | 2        | 0        | 32   | 6    |
| セルティックFC        | 通算     | 78     | 34     | 11     | 7      | 5            | 1            | 14       | 2        | 108  | 44   |
| ハル・シティAFC       | 2009-10  | 31     | 3      | 1      | 0      | 1            | 0            | 0        | 0        | 33   | 3    |
| ハル・シティAFC       | 通算     | 31     | 3      | 1      | 0      | 1            | 0            | 0        | 0        | 33   | 3    |
| SKラピード・ウィーン  | 2010-11  | 10     | 2      | 1      | 1      | -            | -            | 2        | 1        | 13   | 4    |
| SKラピード・ウィーン  | 通算     | 10     | 2      | 1      | 1      | -            | -            | 2        | 1        | 13   | 4    |
| 総通算                | 総通算   | 418    | 171    | 36     | 24     | 6            | 1            | 61       | 10       | 520  | 206  |

## 代表歴

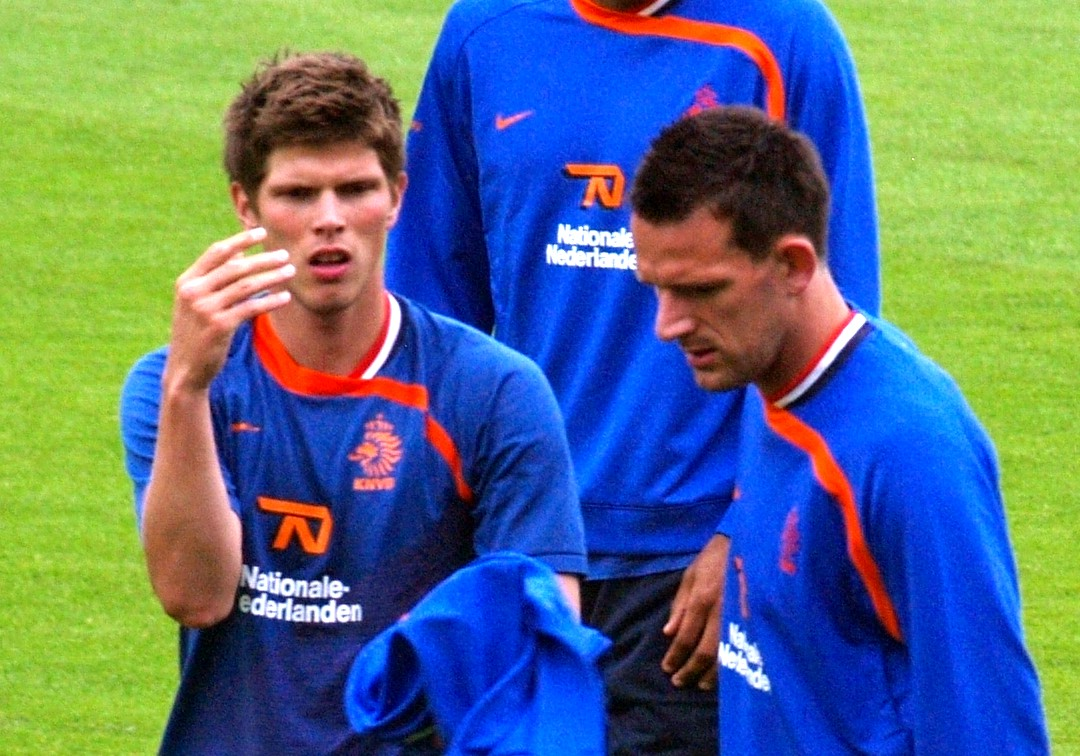
代表でクラース・ヤン・フンテラールとトレーニングするヘッセリンク

### 出場大会
- オランダ代表
  - 2006 FIFAワールドカップ

### 試合数
- 国際Aマッチ 19試合 3得点（2000年-2008年）[2]

| オランダ代表 | 国際Aマッチ | 国際Aマッチ |
| 年           | 出場        | 得点        |
| ------------ | ----------- | ----------- |
| 2000         | 1           | 0           |
| 2001         | 1           | 0           |
| 2002         | 0           | 0           |
| 2003         | 0           | 0           |
| 2004         | 0           | 0           |
| 2005         | 4           | 0           |
| 2006         | 4           | 0           |
| 2007         | 2           | 1           |
| 2008         | 7           | 2           |
| 通算         | 19          | 3           |

### 得点
| #  | 日時          | 場所     | 対戦相手     | 最終結果 | 大会     |
| -- | ------------- | -------- | ------------ | -------- | -------- |
| 1. | 2007年6月6日  | バンコク | タイ         | 3–1      | 親善試合 |
| 2. | 2008年2月6日  | スプリト | クロアチア   | 3–0      | 親善試合 |
| 3. | 2008年3月26日 | ウィーン | オーストリア | 4–3      | 親善試合 |

## タイトル
クラブ
FCトゥウェンテ
- KNVBカップ 2001

PSVアイントホーフェン
- エールディヴィジ 2003, 2005, 2006
- KNVBカップ 2005
- ヨハン・クライフ・スハール 2001, 2003
- ピースカップ 2003

セルティックFC
- スコティッシュ・プレミアリーグ 2007, 2008
- スコティッシュカップ 2007
- スコティッシュリーグカップ 2009